# Kyle Merber
Kyle Merber (né le 19 novembre 1990 à Bronxville) est un athlète américain, spécialiste du 1 500 mètres.

## Biographie
En mai 2015, il participe à l'épreuve du Distance medley relay lors des Relais mondiaux à Nassau et établit un nouveau record du monde en 9 min 15 s 50 en compagnie de Brycen Spratling, Brandon Johnson et Ben Blankenship.
En février 2018 à Boston, il bat le record du monde en salle du relais 4 × 800 m avec son équipe de l'Hoka New Jersey New York Track Club

### Palmarès
| Date | Compétition                | Lieu     | Résultat | Épreuve               | Temps         |
| ---- | -------------------------- | -------- | -------- | --------------------- | ------------- |
| 2012 | Championnats NACAC espoirs | Irapuato | 1er      | 1 500 m               | 3 min 51 s 61 |
| 2015 | Relais mondiaux            | Nassau   | 1er      | Distance medley relay | 9 min 15 s 50 |
| 2015 | Jeux panaméricains         | Toronto  | 7e       | 1 500 m               | 3 min 43 s 60 |

### Records
| Épreuve | Performance   | Lieu       | Date            |
| ------- | ------------- | ---------- | --------------- |
| 1 500 m | 3 min 34 s 54 | Greenville | 30 mai 2015     |
| Mile    | 3 min 52 s 22 | Boston     | 26 février 2017 |